# 인간-컴퓨터 상호 작용

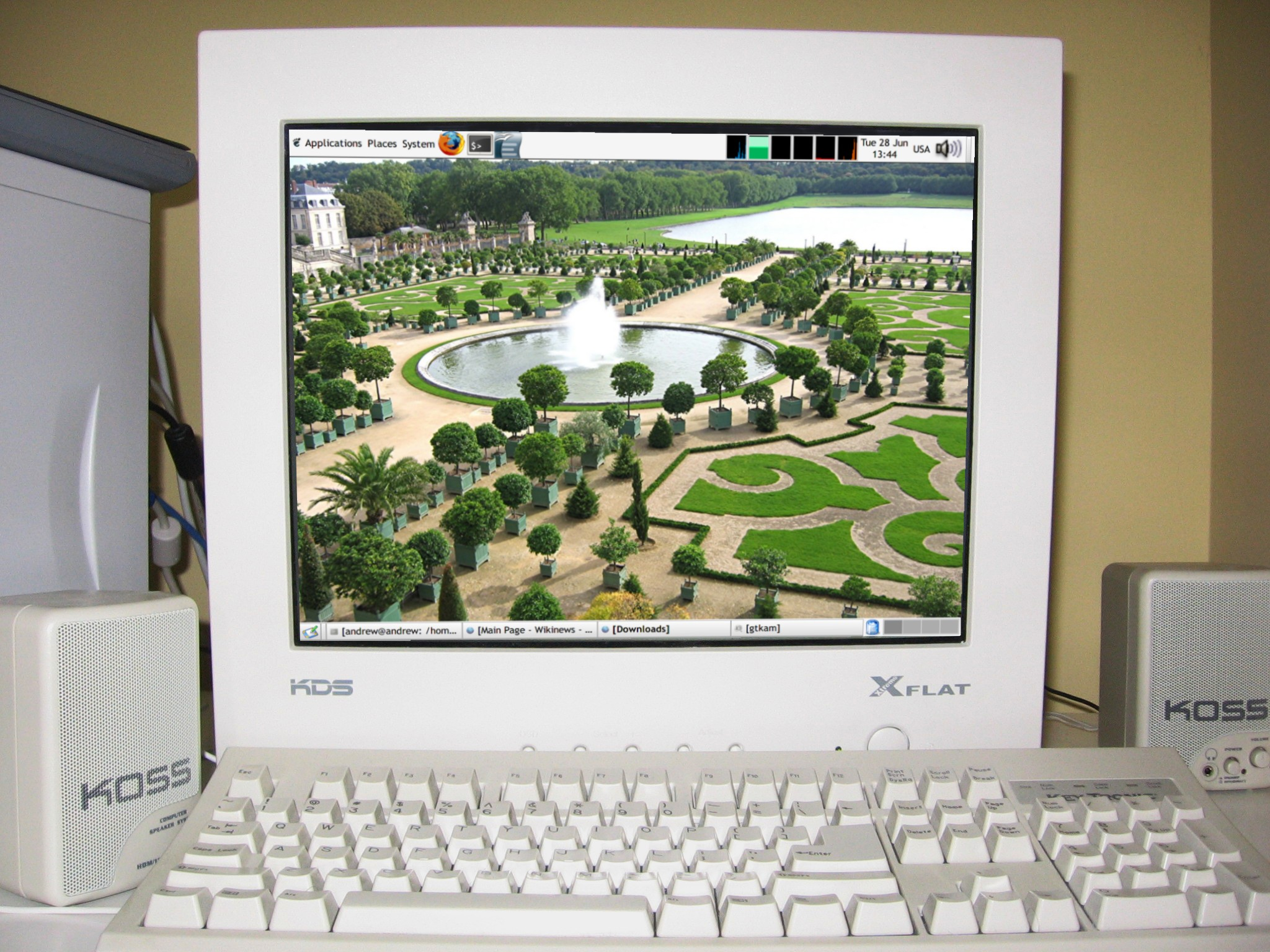
컴퓨터 모니터는 기계와 사용자 사이의 시각적 인터페이스를 제공한다.

인간-컴퓨터 상호 작용(人間 - 相互作用, 영어: human-computer interaction, HCI)은 인간과 컴퓨터 간의 상호작용에 대해 연구하는 학문 분야다. 이 분야에서는 컴퓨터과학, 심리학, 산업공학 등의 서로 다른 연구분야가 공동으로 연구를 진행하는 경우가 많다. 여기서 말하는 상호작용은 사용자와 컴퓨터 사이에 있는 사용자 인터페이스에서 발현되는 작동을 의미하는데, 사용자 인터페이스는 하드웨어와 소프트웨어를 모두 포함하며, 최근 상황지각컴퓨팅(context-aware computing)의 등장은 사용자 인터페이스의 정의를 주변 상황에까지 확장시키고 있어, 그 의미가 차츰 모호해지고 있다.

## 목적
인간-컴퓨터 상호작용의 기본 목적은 컴퓨터를 좀 더 인간에게 쉽고 쓸모 있게 함으로써 인간과 컴퓨터 간의 상호작용을 개선하는 것이다. 좀 더 광범위하게는 아래와 같은 관심분야가 있다.
- 인터페이스를 설계하는 방법론이나 절차의 개발 (예를 들어, 주어진 사용자 군이나 주어진 조건에 부합하여 최적화된 인터페이스를 설계하는 것)
- 인터페이스를 구현하는 방법론 (예를 들어, 소프트웨어 툴킷이나 라이브러리, 보다 나은 알고리즘의 개발)
- 인터페이스를 비교 평가하는 방법
- 새로운 인터페이스나 상호 작용 기술의 개발
- 상호작용을 설명하고 예측하는 모델이나 이론의 개발

보다 장기적인 인간-컴퓨터 상호작용의 목표는 컴퓨터의 도구로서의 잠재력을 극대화하여 인간의 의지를 보다 자유롭게 하고, 창의력을 증진시키고, 인간 사이의 의사소통과 협력을 증진시키는 데 있다. 인간-컴퓨터 상호작용 전문가는 대개 인간-컴퓨터 상호작용 분야에서 개발된 기법들을 실제 현장의 문제에 적용하는 데 관심이 있는 디자이너이다. 많은 경우에 그래픽 사용자 인터페이스 나 웹 인터페이스를 디자인하는 일이 그들의 일이다. 인간-컴퓨터 상호작용 연구자는 대개 새로운 디자인 기법을 개발하거나, 새로운 하드웨어를 시험하고, 새로운 소프트웨어 시스템을 구현해보고, 새로운 패러다임을 찾거나, 모델이나 이론을 개발하는 데 힘쓴다.

## 관련 연구 분야
인간-컴퓨터 상호작용은 다음과 같은 분야에 걸친 학제간 연구 분야이다.
- 미학
- 인류학
- 컴퓨터 과학
- 인공지능
- 인지과학
- 산업 디자인
- 인간공학
- 도서관학
- 심리학
- 사회심리학
- 사회학
- 사용자 경험 디자인
- 접근성
- 인터랙션 디자인
- 미디어 연구
- 컴퓨터 보조 공동 작업

## 용어
- HCI와 CHI: 줄임말 CHI("카이"로 발음)의 본디말은 Computer-Human Interaction로, HCI와 CHI 둘 다 인간과 컴퓨터 상호작용을 가리키는 말로 쓰인다. 차이가 있다면, CHI는 현재보다는 과거에 더 많이 쓰였던 듯하다. 발음의 편의성으로 인해 아직도 CHI란 말이 종종 사용되고는 있지만 (예를 들어, 매년 HCI 관련 최대 규모의 학회인 ACM CHI 학회가 열리고 있다), 관련 전문가나 연구자들은 HCI("에이치-씨이-아이"로 발음)라는 말을 선호한다. 이는 아마도 인간과 컴퓨터의 상호작용을 연구함에 있어서 인간이 컴퓨터, 혹은 기계보다 우선시 되어야 한다는 것을 뜻하기 위함인 듯하다. 이러한 관점은 20세기에 들어 컴퓨터가 더 싸지고, 작아지고, 강력해지면 더욱 강화되었고, 21세기에 들면서는 복잡한 사회기술체계(socio-technical systems)의 행위자로서 인간을 이해해야 한다는 주장이 거세지고 있다. 사용자 중심 디자인(user-centered design) 또한 같은 관점을 공유하고 있다.

- 사용성(usability)과 유용성(usefulness). 인간-컴퓨터 상호작용의 디자인 방법론들은 사용자 인터페이스가 이용하기 쉽고 효율적으로 만드는 것, 즉 사용성의 향상이 목적이다. 하지만 그에 앞서 디자인 방법론은 그 사용자 인터페이스가 실제로 사용자가 원하는 작업을 수행할 수 있도록, 즉 유용성을 확보해야 한다.

## 같이 보기
- CAPTCHA
- 정보 아키텍처
- 정보 디자인
- 튜링 테스트
- 사용자 경험 디자인